# ディオニュシウス・エクシグウス

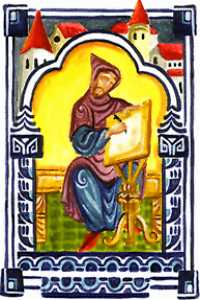
ディオニュシウス・エクシグウス

ディオニシウス・エクシグウス（Dionysius Exiguus、470年頃 - 544年頃）は、ローマの神学者、教会法学者である。小ディオニュシウスとも。東ローマ帝国の小スキタイ地方（現ブルガリアのドブロジャ）出身。西暦の考案者。
彼は小スキタイの主要都市、トミス（現コンスタンツァ）に集中しているスキタイの修道僧共同体の一員であった。
教皇ゲラシウス1世が没した頃（496年）から彼はローマで過ごし、ローマ教皇庁の教養が高い一員として、401の教会の正典をギリシア語からラテン語に翻訳してきた。それにはニカイア、コンスタンティノープル、カルケドン、サルディスの公会議による正典、教皇シリキウスによるアナスタシウス2世にあてたものなど、5世紀の教皇教令集などを含む。これらの翻訳集は西洋において大きな権威をもち、まだ教会の管理を導いてすらいた。ディオニュシウスは初等数学に関する論文も書いている。
616年、ディオニュシウスのコンプトゥスの続きを著した著者は彼を「ローマ市で最も教養の深い修道院長」と表現している。ベーダ・ヴェネラビリスは彼にアッバス（大修道院長）の尊称を与えた。ただし、それはどのような修道僧（特に年長で尊敬を受けている僧）でも与えられるもので、必ずしもディオニュシウスがかつて修道院長を務めていたことを示すものではない。
ディオニュシウスは西暦を案出したことで最もよく知られる。これはユリウス暦、グレゴリオ暦の形で約1,500年用いられている。

## 業績と翻訳
友人でともに学んだことのあるカッシオドルスによると、ディオニュシウスは、生まれはスキタイであるが、人格の上では真のローマ人で完全なカトリックであり、二つの言語(ギリシャ語とラテン語)、および聖書に非常に造詣が深かった。「生まれはスキタイであるが」という曖昧な言い方は、ディオニュシウスと同時代の人が彼についてあまり知ることが少なくまた彼の故郷であるスキタイについて知らないことから、彼をどこの人か判別しかねたのではないかという疑念を持ち上げている。6世紀までには「Scythian」という言葉はスキタイの住民を意味していたか、あるいは単純にギリシャ・ローマ世界の北東から来た人という意味であったかもしれない。ギリシャ・ローマ世界というのは地中海を中心におき、広い範囲を含む意味があるが、明らかに民族的な特質を欠いていた。ディオニュシウスの友人であるスキタイ人僧侶ヨハネス・マクセンティウスとともに、リエのファウストがガリア人とされたように、二人は地理的な出生地によって「スキタイ人」であった。